# Romance da pobreza da Virgem recém-parida

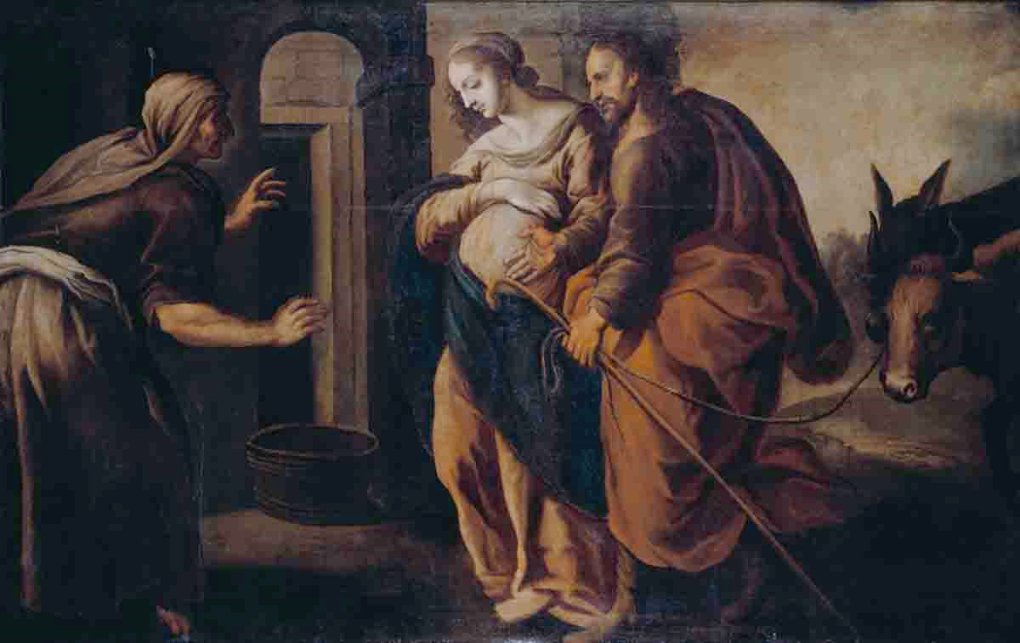
Bento Coelho da Silveira: Maria e José buscando guarida em Belém (século XVII) no Paço dos Duques de Bragança, em Guimarães.

Pobreza da Virgem recém-parida ou Noite de Natal são alguns dos nomes dados a um romance tradicional ibérico, com rima em í-a, cuja origem parece remontar ao século XVI. O tema dos versos é a história da Natividade de Jesus em Belém.
Conta na atualidade com diversas versões em várias línguas ibéricas, muitas delas musicadas. É bem conhecido em terras lusas, também na forma recitada, mas, principalmente nas canções de Natal "Pela noite de Natal" (do Alentejo e Beira Baixa), "Linda noite de Natal" (do Algarve), "A lua vai tanto alta" (dos Açores) e "Caminhando vai José" (de Vila Real).

## Pela noite de Natal

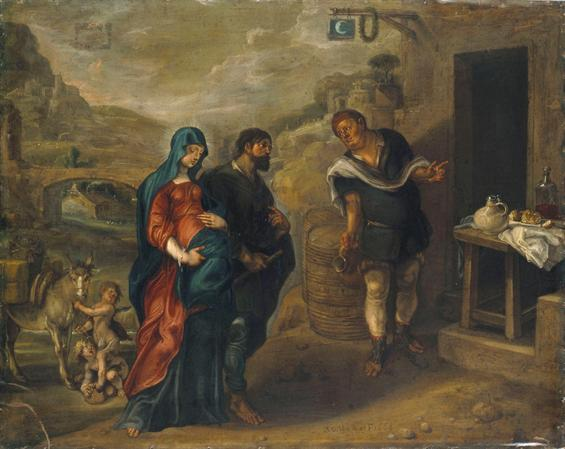
Simon de Vos: Recusa do Estalajadeiro (1664), no Museu Nacional de Soares dos Reis no Porto.

A canção de Natal "Pela noite de Natal" é originária das regiões do Alentejo e Beira Baixa. Era habitualmente cantada durante o Natal e nas tradicionais janeiras entre 31 de dezembro e 1 de janeiro. O primeiro autor a coligir a cantiga foi o etnomusicólogo português Pedro Fernandes Tomás, tendo-a recolhido no distrito de Castelo Branco em 1886. Contudo, o seu registo só foi publicado em 1913 nas suas Velhas Canções e Romances Populares Portugueses. No ano de 1893 uma letra muito semelhante foi publicada no primeiro fascículo do Cancioneiro de Músicas Populares de César das Neves e Gualdino de Campos, mas sem informação de proveniência e com melodia distinta.
Curiosamente, em 1923 a cantiga foi adaptada para a língua inglesa pelo compositor norte-americano de origem napolitana Eduardo Marzo, recebendo o nome de "All That Wondrous Christmas Night". Posteriormente, também Harry Patterson Hopkins criou a sua versão, alguns anos mais tarde, em 1941. Partindo desta versão foi também criada uma tradução para mandarim por iniciativa de Gertrud R. Bayless com o título "奇妙的圣诞那夜" (chinês tradicional: 奇妙的聖誕那夜; pinyin: Qímiào de shèngdàn nà yè). Em Portugal, a composição despertou o interesse do compositor Fernando Lopes-Graça que a arranjou e utilizou como um dos movimentos da sua Primeira Cantata do Natal, terminada em 1950.

### Letra
Pela noite de Natal, noite de tanta alegria,

Caminhando vai José, caminhando vai Maria.

Ambos os dois p’ra Belém, mais de noite que de dia,

E chegaram a Belém, já toda a gente dormia.

“Abri a porta, porteiro! Porteiro da portaria!”

Não deu resposta o porteiro, porque também já dormia.

Só encontraram pousada, dentro duma estrebaria;

Ali ficaram os dois, até ao romper do dia.

Buscou lume São José, porque a noite estava fria.

Lá ficou ao desamparo, sozinha, a Virgem Maria.

Quando voltou São José, já viu a Virgem Maria

Co Deus Menino nos braços, que todo o mundo alumia.

E veio um anjo do Céu, cantando: “Ave Maria!

Agora mesmo, em Belém, nasceu Jesus de Maria!

Veio ao mundo esta noite, dentro duma estrebaria,

Entre um boi e uma mula, e sem outra companhia.”

## Linda noite de Natal

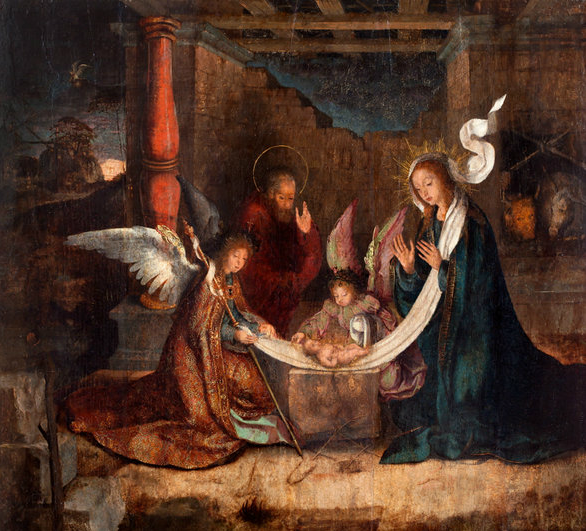
Seguidor de Grão Vasco: Natividade (1520-35), na Igreja Matriz de Freixo de Espada à Cinta.

"Linda noite de Natal" é uma canção de Natal originária do Algarve. A versão mais comummente interpretada hoje em dia é uma harmonização da autoria de David Sequeira. A popularidade desta cantiga, que muito se deve ao facto de fazer parte do repertório do Coro de Santo Amaro de Oeiras, levou a que também já exista uma versão com letra em castelhano, "Linda noche en Navidad".

### Letra
Refrão:

Linda noite, linda noite, linda noite de Natal.

Coplas:

Linda noite de Natal, noite de grande alegria,

Caminhava São José, mais a sagrada Maria.

Caminhavam p’ra Belém, para lá chegar de dia,

Mas quando eles lá chegaram, já toda a gente dormia.

Bateram a muitas portas, mas ninguém lhes acudia,

Foram dar a uma choupana, onde o boi bento dormia. 

São José foi buscar lume, ficou rezando Maria,

Mas quando José voltou, já o Menino dormia.

Ficou a Mãe sempre virgem, sem saber o que fazia,

Lançou as mãos à cabeça, do seu manto que trazia.

Fê-lo em quatro bocados, o Menino que cobria

Com lágrimas dos seus olhos, Filho, eu te lavaria!

## A lua vai tanto alta

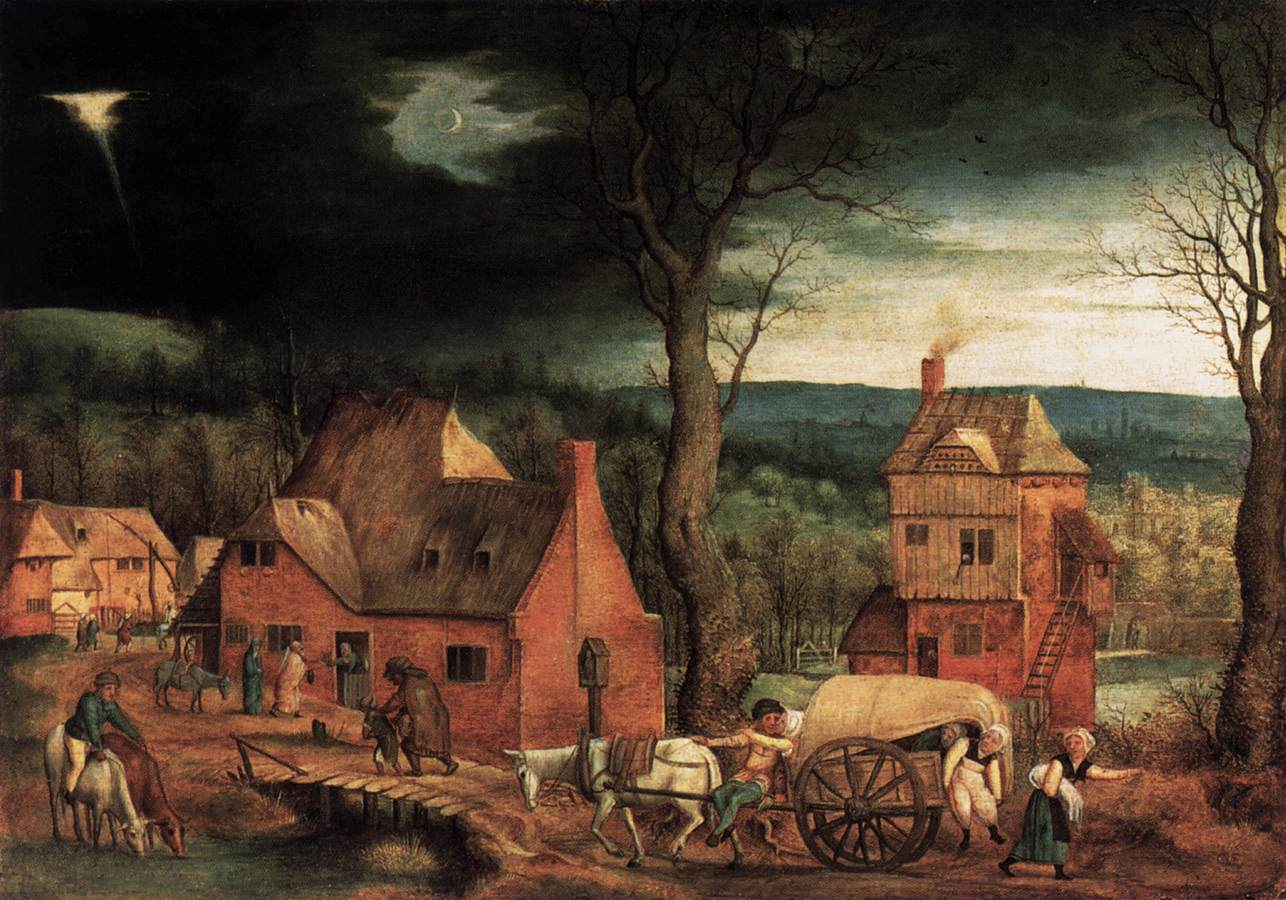
Cornelis Massijs: Chegada da Sagrada Família a Belém (1543) na Gemäldegalerie.

A origem da canção de Natal "A lua vai tanto alta" é pouco clara. A letra é da ilha de São Jorge, segundo Teófilo Braga, surgindo publicada em 1869 nos Cantos Populares do Arquipélago Açoriano. Apesar de ter sido publicada em 1899 acompanhada de uma música tradicional no Cancioneiro de Músicas Populares de César das Neves, é mais conhecida na atualidade segundo um arranjo com diferente melodia de Fernando Lopes-Graça para a Primeira Cantata do Natal, identificada pelo compositor português como proveniente de Trás-os-Montes.
Esta versão parece ter sido influenciada por outros romances populares, principalmente ao incluir os versos "A lua vai tanto alta, como o sol ao meio-dia" (em castelhano: La luna iba tan alta como el sol al mediodía) presente, por exemplo, no Romance de Dom Duardos e Flérida.

### Letra
A lua vai tanto alta, como o sol ao meio-dia;

Mais alta ia a Senhora, quando p’ra Belém corria.

São José ia atrás dela, nem alcançá-la podia;

Quando chegou a alcançá-la, já o seu Menino nascia.

São José foi para o Céu, os anjos lhe perguntaram:

“Como ficou lá Maria? Como rainha a trataram?”

Respondeu-lhes São José, cantando a avé-maria:

“Maria lá ficou bem, ficou numa estrebaria,

Com suas portas de prata, e paredes de ouro fino.”

“Quem seria o lavrador, que tais portas lavraria?”

“Era o Menino Jesus, filho da Virgem Maria.”

## Discografia
"Pela noite de Natal":
- 1956 — Cantos Tradicionais Portugueses da Natividade. Coro de Câmara da Academia de Amadores de Música. Radertz. Faixa 7.
- 1963 — Noëls d'Espagne et du Portugal. Carlos Jorge & Carlos Tuxen-Bang. BNF. Faixa 1: "Noite de Natal".
- 1978 — Primeira Cantata do Natal. Grupo de Música Vocal Contemporânea. A Voz do Dono / Valentim de Carvalho. Faixa 7.
- 1994 — Lopes Graça. Grupo de Música Vocal Contemporânea. EMI / Valentim de Carvalho. Faixa 7.
- 2000 — 1ª Cantata do Natal Sobre Cantos Tradicionais Portugueses de Natividade. Coral Públia Hortênsia. Edição de autor. Faixa 7.
- 2003 — Um Natal português. Vários. Numérica. Faixa 1.[14]
- 2012 — Fernando Lopes-Graça  - Obra Coral a capella - Volume II. Lisboa Cantat. Numérica. Faixa 11.
- 2013 — Fernando Lopes-Graça  - Primeira Cantata de Natal. Coro da Academia de Música de Viana do Castelo. Numérica. Faixa 7.[8]
- 2017 — Primeira Cantata de Natal: Fernando Lopes-Graça. Coral de Letras da Universidade do Porto. Tradisom. Faixa 7.

"Linda noite de Natal":
- 2010 — Villancicos del mundo. Expresarte. San Pablo. Faixa 9.

"A lua vai tanto alta":
- 1956 — Cantos Tradicionais Portugueses da Natividade. Coro de Câmara da Academia de Amadores de Música. Radertz. Faixa 10.
- 1978 — Primeira Cantata do Natal. Grupo de Música Vocal Contemporânea. A Voz do Dono / Valentim de Carvalho. Faixa 10.
- 1994 — Lopes Graça. Grupo de Música Vocal Contemporânea. EMI / Valentim de Carvalho. Faixa 10.
- 2000 — 1ª Cantata do Natal Sobre Cantos Tradicionais Portugueses de Natividade. Coral Públia Hortênsia. Edição de autor. Faixa 10.
- 2012 — Fernando Lopes-Graça  - Obra Coral a capella - Volume II. Lisboa Cantat. Numérica. Faixa 14.
- 2013 — Fernando Lopes-Graça  - Primeira Cantata de Natal. Coro da Academia de Música de Viana do Castelo. Numérica. Faixa 10.[8]
- 2017 — Primeira Cantata de Natal: Fernando Lopes-Graça. Coral de Letras da Universidade do Porto. Tradisom. Faixa 5.

"Caminhando vai José":
- 2003 — Um Natal Português. Vários. Numérica. Faixa 5: "Caminhando vai José".